# Awaiting Your Reply
Awaiting Your Reply é o álbum de estreia da banda Resurrection Band, lançado em 1978.

## História do disco
Quatro anos depois da primeira gravação, graças a uma doação de US $ 8.000 de um amigo, a Resurrection Band gravou seu primeiro álbum oficial: "Awaiting Your Reply", que acabou sendo um lançamento inovador para os padrões de música cristã da época.
O álbum causou controvérsia entre os críticos cristãos, muitos dos quais encontraram falhas em tudo, desde a sua arte de capa até sua sonoridade hard rock, pois eram claramente influenciados pelo Led Zeppelin.
Embora a banda tinha terminado o disco, incluindo a arte da capa, nenhuma gravadora cristã queria correr o risco de lançá-lo, pois o mesmo tinha sido considerado muito controverso para o mercado cristão naquela época. Embora a Star Song Records (a mesma gravadora que lançava os disco de Petra na época) fora avisada para se afastar do projeto por outros executivos da música evangélica, a pequena gravadora não tinha nada a perder, então assinou com a banda e lançou o disco como ele era. Para surpresa de todos, o álbum foi um grande sucesso no mercado cristão.
Talvez os críticos não sabiam o que fazer com ele, mas Awaiting Your Reply, juntamente com o seu sucessor, Rainbow's End, rapidamente solidificou a Resurrection Band no escalão superior do rock cristão, devido à consciência social evidente da banda, com letras cristãs e musicalidade sólida. Em 2001, o álbum foi listado em 91ª posição no livro: CCM Presents: The 100 Greatest Albums in Christian Music.
| Críticas profissionais                                                      | Críticas profissionais |
| Avaliações da crítica                                                       | Avaliações da crítica  |
| Fonte                                                                       | Avaliação              |
| --------------------------------------------------------------------------- | ---------------------- |
| Allmusic                                                                    | [ 5 ]                  |
| angelicwarlord.com                                                          | 75%                    |
| Esta tabela precisa de ser acompanhada por texto em prosa. Consulte o guia. |                        |

## Faixas
Todas as faixas por Glenn Kaiser, exceto onde anotado
1. "Introduction" / "Waves" – 3:36
2. "Awaiting Your Reply" – 4:06
3. "Broken Promises" – 6:56
4. "Golden Road" (Glenn Kaiser, Jon Trott) – 4:56
5. "Lightshine" – 5:20
6. "Ananias and Sapphira" (Jim Denton) – 2:50
7. "Death of the Dying" – 3:18
8. "Irish Garden" – 4:52
9. "The Return" / "Tag" – 3:57

## Créditos
- Glenn Kaiser - Vocal, guitarra, guitarra rítmica
- Wendi Kaiser - Vocal
- Stu Heiss - Guitarra, piano
- Jim Denton - Baixo, guitarra acústica, vocal
- John Herrin - Bateria
- Roger Heiss - Percussão
- Tom Cameron - Harmónica
- Kenny Soderblom - Saxofone, flauta